# Rhabdoblatta takarana
Rhabdoblatta takarana är en kackerlacksart som beskrevs av Asahina 1967. Rhabdoblatta takarana ingår i släktet Rhabdoblatta och familjen jättekackerlackor. Inga underarter finns listade i Catalogue of Life.